# Nadjeżdża Pan Robótka
Nadjeżdża Pan Robótka (ang. Mister Maker Comes to Town, 2010–2012) – brytyjski program plastyczny dla dzieci, kontynuacja programu Pan Robótka. Światowa premiera odbyła się 25 października 2010 roku w Wielkiej Brytanii. W Polsce nadawany w stacji CBeebies począwszy od 2012 roku.
Głównego bohatera – Pana Robótkę – kreuje Phil Gallagher.

## Fabuła
Sympatyczny majsterkowicz wyrusza w podróż swoim Robótkowozem, który samodzielnie skonstruował. Wykonany z pudełek, rurek i innych zużytych przedmiotów pojazd posiada niezwykłe, magiczne szuflady. Kierujący nim Pan Robótka dociera do dzieci, które tak jak on lubią własnoręcznie tworzyć nowe przedmioty.

## Przebieg odcinka
Przebieg odcinka jest podobny jak w poprzedniku programu (Pan Robótka), lecz nieco się od niego różni.
1. Pan Robótka jedzie do dziecka, które prosi go o pomoc w zrobieniu pracy z jakiegoś przedmiotu (np. folii bąbelkowej, starych gazet)
2. Pan Robótka leżąc na leżaku ogląda taniec kształtów tańczących w plenerze.
3. Pan Robótka wykonuje pracę "minutkę".
4. Pan Robótka jadąc Robótkowozem ogląda dzieci układające się w różne kształty, wzory itp..
5. Pan Robótka jedzie do przedszkola i wykonuje z dziećmi wielką pracę przestrzenną.
6. Pan Robótka żegna się z widzami i odjeżdża do domu.

## Wersja polska

### Sezon pierwszy[4]
Opracowanie i udźwiękowienie wersji polskiej: Studio Sonica
Reżyseria: Leszek Zduń
Dialogi polskie:
- Katarzyna Obuchowicz
- Iza Zakrzewska

Dźwięk i montaż: Maciej Sapiński
Organizacja produkcji: Piotr Pluciński
Wystąpili:
- Modest Ruciński - Pan Robótka, Koło
- Piotr Zelt - Toki, Prostokąt
- Agnieszka Kudelska  - Kwadrat, Trójkąt
- Leszek Zduń - Kaktus (odc.7), głos zachęcający do wejścia na stronę internetową

i inni
Piosenkę śpiewali: Modest Ruciński i Agnieszka Kudelska

### Sezon drugi i odcinek specjalny[4]
Wystąpili:
- Paweł Mielewczyk - Pan Robótka, Koło, Prostokąt

- Arkadiusz Połoczański - Toki
- Karolina Lisicka - Trójkąt

i inni
Tłumaczenie i dialogi:
- Paweł Żwan
- Dariusz Kosmowski

Dźwięk i montaż:
- Marcin Kalinowski

- Karolina Kinder

Kierownictwo produkcji: Paweł Żwan
Opracowanie i realizacja wersji polskiej: Studio Tercja Gdańsk dla Hippeis Media

## Odcinek specjalny
Wraz z drugą serią programu powstał odcinek specjalny o tematyce bożonarodzeniowej. Premiera w Wielkiej Brytanii odbyła się 5 grudnia 2011 roku. Jest to ostatni odcinek programu.